# اولیس کی
اولیس کی (انگلیسی: Ulysses Kay; ۷ ژانویهٔ ۱۹۱۷ – ۲۰ مهٔ ۱۹۹۵) آهنگساز اهل ایالات متحده آمریکا بود. آثار وی بیشتر در سبک نوکلاسیسیسم دسته‌بندی می‌شوند. وی در طول دوران فعالیت هنری خود، برندهٔ جوایزی همچون برنامه فولبرایت، کمک‌هزینه گوگنهایم، و جایزه رم شد.